# Eleições autárquicas portuguesas de 2001 no distrito de Vila Real
| Eleições autárquicas portuguesas de 2001 Distritos: Aveiro \| Beja \| Braga \| Bragança \| Castelo Branco \| Coimbra \| Évora \| Faro \| Guarda \| Leiria \| Lisboa \| Portalegre \| Porto \| Santarém \| Setúbal \| Viana do Castelo \| Vila Real \| Viseu \| Açores \| Madeira |

## Resultados por concelho
Os resultados nos concelhos do Distrito de Vila Real foram os seguintes:

### Alijó
| Partido                 | Partido                        | Votos  | %               | +/-   | Vereadores | +/-     |
| ----------------------- | ------------------------------ | ------ | --------------- | ----- | ---------- | ------- |
|                         | Partido Socialista             | 4 482  | 46,44 / 100,00  | 9,80  | 4 / 7      | 1       |
|                         | Partido Social Democrata       | 4 358  | 45,16 / 100,00  | 11,63 | 3 / 7      | 1       |
|                         | Partido Popular                | 210    | 2,18 / 100,00   | 2,32  | 0 / 7      | Estável |
|                         | Coligação Democrática Unitária | 161    | 1,67 / 100,00   | 0,16  | 0 / 7      | Estável |
| Votos Inválidos         | Votos Inválidos                | 440    | 4,56 / 100,00   | 0,34  |            |         |
| Total                   | Total                          | 9 651  | 100,00 / 100,00 |       | 7 / 7      |         |
| Eleitorado/Participação | Eleitorado/Participação        | 13 950 | 69,18 / 100,00  | 1,05  |            |         |

### Boticas
| Partido                 | Partido                        | Votos | %               | +/-  | Vereadores | +/-     |
| ----------------------- | ------------------------------ | ----- | --------------- | ---- | ---------- | ------- |
|                         | Partido Social Democrata       | 3 089 | 63,72 / 100,00  | 2,48 | 4 / 5      | Estável |
|                         | Partido Socialista             | 1 397 | 28,82 / 100,00  | 2,12 | 1 / 5      | Estável |
|                         | Coligação Democrática Unitária | 91    | 1,88 / 100,00   | 0,27 | 0 / 5      | Estável |
|                         | Partido Popular                | 56    | 1,16 / 100,00   | 0,32 | 0 / 5      | Estável |
| Votos Inválidos         | Votos Inválidos                | 215   | 4,44 / 100,00   | 0,21 |            |         |
| Total                   | Total                          | 4 848 | 100,00 / 100,00 |      | 5 / 5      |         |
| Eleitorado/Participação | Eleitorado/Participação        | 7 330 | 66,14 / 100,00  | 4,77 |            |         |

### Chaves
| Partido                 | Partido                        | Votos  | %               | +/-  | Vereadores | +/-     |
| ----------------------- | ------------------------------ | ------ | --------------- | ---- | ---------- | ------- |
|                         | Partido Social Democrata       | 13 911 | 51,12 / 100,00  | 8,23 | 4 / 7      | 1       |
|                         | Partido Socialista             | 11 228 | 41,26 / 100,00  | 7,66 | 3 / 7      | 1       |
|                         | Coligação Democrática Unitária | 650    | 2,39 / 100,00   | 0,55 | 0 / 7      | Estável |
|                         | Partido Popular                | 512    | 1,88 / 100,00   | 0,76 | 0 / 7      | Estável |
| Votos Inválidos         | Votos Inválidos                | 911    | 3,35 / 100,00   | 0,36 |            |         |
| Total                   | Total                          | 27 212 | 100,00 / 100,00 |      | 7 / 7      |         |
| Eleitorado/Participação | Eleitorado/Participação        | 43 045 | 63,22 / 100,00  | 2,04 |            |         |

### Mesão Frio
| Partido                 | Partido                        | Votos | %               | +/-   | Vereadores | +/-     |
| ----------------------- | ------------------------------ | ----- | --------------- | ----- | ---------- | ------- |
|                         | Partido Social Democrata       | 1 781 | 52,72 / 100,00  | 10,06 | 3 / 5      | 1       |
|                         | Partido Socialista             | 1 457 | 43,13 / 100,00  | 14,04 | 2 / 5      | 1       |
|                         | Partido Popular                | 31    | 0,92 / 100,00   | 2,44  | 0 / 5      | Estável |
|                         | Coligação Democrática Unitária | 16    | 0,47 / 100,00   | 0,55  | 0 / 5      | Estável |
| Votos Inválidos         | Votos Inválidos                | 93    | 2,76 / 100,00   | 1,00  |            |         |
| Total                   | Total                          | 3 378 | 100,00 / 100,00 |       | 5 / 5      |         |
| Eleitorado/Participação | Eleitorado/Participação        | 4 619 | 73,13 / 100,00  | 0,36  |            |         |

### Mondim de Basto
| Partido                 | Partido                        | Votos | %               | +/-   | Vereadores | +/-     |
| ----------------------- | ------------------------------ | ----- | --------------- | ----- | ---------- | ------- |
|                         | Partido Social Democrata       | 2 341 | 44,46 / 100,00  | 4,89  | 3 / 5      | Estável |
|                         | Partido Socialista             | 1 513 | 28,74 / 100,00  | 18,37 | 1 / 5      | 1       |
|                         | Partido Popular                | 1 121 | 21,29 / 100,00  | 15,32 | 1 / 5      | 1       |
|                         | Partido da Terra               | 54    | 1,03 / 100,00   | -     | 0 / 5      | -       |
|                         | Coligação Democrática Unitária | 50    | 0,95 / 100,00   | 0,43  | 0 / 5      | Estável |
|                         | PCTP/MRPP                      | 39    | 0,74 / 100,00   | 0,22  | 0 / 5      | Estável |
| Votos Inválidos         | Votos Inválidos                | 147   | 2,80 / 100,00   | 0,17  |            |         |
| Total                   | Total                          | 5 265 | 100,00 / 100,00 |       | 5 / 5      |         |
| Eleitorado/Participação | Eleitorado/Participação        | 8 246 | 63,85 / 100,00  | 3,31  |            |         |

### Montalegre
| Partido                 | Partido                        | Votos  | %               | +/-  | Vereadores | +/-     |
| ----------------------- | ------------------------------ | ------ | --------------- | ---- | ---------- | ------- |
|                         | Partido Socialista             | 4 514  | 46,70 / 100,00  | 3,83 | 4 / 7      | Estável |
|                         | Partido Social Democrata       | 4 225  | 43,71 / 100,00  | 1,26 | 3 / 7      | Estável |
|                         | Partido Popular                | 294    | 3,04 / 100,00   | 0,56 | 0 / 7      | Estável |
|                         | Coligação Democrática Unitária | 229    | 2,37 / 100,00   | 1,45 | 0 / 7      | Estável |
| Votos Inválidos         | Votos Inválidos                | 404    | 4,18 / 100,00   | 0,55 |            |         |
| Total                   | Total                          | 9 666  | 100,00 / 100,00 |      | 7 / 7      |         |
| Eleitorado/Participação | Eleitorado/Participação        | 15 277 | 63,27 / 100,00  | 1,33 |            |         |

### Murça
| Partido                 | Partido                        | Votos | %               | +/-  | Vereadores | +/-     |
| ----------------------- | ------------------------------ | ----- | --------------- | ---- | ---------- | ------- |
|                         | Partido Socialista             | 2 194 | 45,10 / 100,00  | 9,49 | 3 / 5      | 1       |
|                         | Partido Social Democrata       | 2 067 | 42,49 / 100,00  | 9,36 | 2 / 5      | 1       |
|                         | Partido Popular                | 386   | 7,93 / 100,00   | 0,36 | 0 / 5      | Estável |
|                         | Coligação Democrática Unitária | 39    | 0,80 / 100,00   | 0,26 | 0 / 5      | Estável |
| Votos Inválidos         | Votos Inválidos                | 179   | 3,68 / 100,00   | 0,74 |            |         |
| Total                   | Total                          | 4 865 | 100,00 / 100,00 |      | 5 / 5      |         |
| Eleitorado/Participação | Eleitorado/Participação        | 7 343 | 66,25 / 100,00  | 0,28 |            |         |

### Peso da Régua
| Partido                 | Partido                        | Votos  | %               | +/-  | Vereadores | +/-     |
| ----------------------- | ------------------------------ | ------ | --------------- | ---- | ---------- | ------- |
|                         | Partido Socialista             | 5 259  | 48,97 / 100,00  | 3,25 | 4 / 7      | Estável |
|                         | Partido Social Democrata       | 4 537  | 42,25 / 100,00  | 3,09 | 3 / 7      | Estável |
|                         | Coligação Democrática Unitária | 297    | 2,77 / 100,00   | 0,80 | 0 / 7      | Estável |
|                         | Partido Popular                | 249    | 2,32 / 100,00   | 3,30 | 0 / 7      | Estável |
| Votos Inválidos         | Votos Inválidos                | 397    | 3,70 / 100,00   | 0,35 |            |         |
| Total                   | Total                          | 10 739 | 100,00 / 100,00 |      | 7 / 7      |         |
| Eleitorado/Participação | Eleitorado/Participação        | 16 982 | 63,24 / 100,00  | 0,12 |            |         |

### Ribeira de Pena
| Partido                 | Partido                        | Votos | %               | +/-  | Vereadores | +/-     |
| ----------------------- | ------------------------------ | ----- | --------------- | ---- | ---------- | ------- |
|                         | PSD-CDS                        | 2 665 | 48,85 / 100,00  | -    | 3 / 5      | -       |
|                         | Partido Socialista             | 2 663 | 48,81 / 100,00  | 0,15 | 2 / 5      | 1       |
|                         | Coligação Democrática Unitária | 24    | 0,44 / 100,00   | 0,10 | 0 / 5      | Estável |
| Votos Inválidos         | Votos Inválidos                | 104   | 1,91 / 100,00   | 0,03 |            |         |
| Total                   | Total                          | 5 456 | 100,00 / 100,00 |      | 5 / 5      |         |
| Eleitorado/Participação | Eleitorado/Participação        | 7 841 | 69,58 / 100,00  | 6,14 |            |         |

### Sabrosa
| Partido                 | Partido                        | Votos | %               | +/-  | Vereadores | +/-     |
| ----------------------- | ------------------------------ | ----- | --------------- | ---- | ---------- | ------- |
|                         | Partido Social Democrata       | 2 757 | 53,08 / 100,00  | 2,28 | 3 / 5      | Estável |
|                         | Partido Socialista             | 2 187 | 42,11 / 100,00  | 0,05 | 2 / 5      | Estável |
|                         | Coligação Democrática Unitária | 70    | 1,35 / 100,00   | 0,37 | 0 / 5      | Estável |
| Votos Inválidos         | Votos Inválidos                | 180   | 3,46 / 100,00   | 0,58 |            |         |
| Total                   | Total                          | 5 194 | 100,00 / 100,00 |      | 5 / 5      |         |
| Eleitorado/Participação | Eleitorado/Participação        | 7 131 | 72,84 / 100,00  | 1,48 |            |         |

### Santa Marta de Penaguião
| Partido                 | Partido                        | Votos | %               | +/-   | Vereadores | +/-     |
| ----------------------- | ------------------------------ | ----- | --------------- | ----- | ---------- | ------- |
|                         | Partido Socialista             | 4 055 | 62,51 / 100,00  | 9,16  | 4 / 5      | 1       |
|                         | Partido Social Democrata       | 1 984 | 30,58 / 100,00  | 12,60 | 1 / 5      | 1       |
|                         | Partido Popular                | 188   | 2,90 / 100,00   | 2,16  | 0 / 5      | Estável |
|                         | Coligação Democrática Unitária | 66    | 1,02 / 100,00   | 0,37  | 0 / 5      | Estável |
| Votos Inválidos         | Votos Inválidos                | 194   | 2,99 / 100,00   | 0,90  |            |         |
| Total                   | Total                          | 6 487 | 100,00 / 100,00 |       | 5 / 5      |         |
| Eleitorado/Participação | Eleitorado/Participação        | 8 995 | 72,12 / 100,00  | 1,89  |            |         |

### Valpaços
| Partido                 | Partido                        | Votos  | %               | +/-  | Vereadores | +/-     |
| ----------------------- | ------------------------------ | ------ | --------------- | ---- | ---------- | ------- |
|                         | Partido Social Democrata       | 8 678  | 62,79 / 100,00  | 8,31 | 5 / 7      | 1       |
|                         | Partido Socialista             | 3 700  | 26,77 / 100,00  | 8,48 | 2 / 7      | 1       |
|                         | Partido Popular                | 648    | 4,69 / 100,00   | 0,29 | 0 / 7      | Estável |
|                         | Coligação Democrática Unitária | 127    | 0,92 / 100,00   | 0,05 | 0 / 7      | Estável |
| Votos Inválidos         | Votos Inválidos                | 668    | 4,83 / 100,00   | 0,17 |            |         |
| Total                   | Total                          | 13 821 | 100,00 / 100,00 |      | 7 / 7      |         |
| Eleitorado/Participação | Eleitorado/Participação        | 21 637 | 63,88 / 100,00  | 4,27 |            |         |

### Vila Pouca de Aguiar
| Partido                 | Partido                        | Votos  | %               | +/-  | Vereadores | +/-     |
| ----------------------- | ------------------------------ | ------ | --------------- | ---- | ---------- | ------- |
|                         | PSD-CDS                        | 4 944  | 47,25 / 100,00  | -    | 4 / 7      | -       |
|                         | Partido Socialista             | 4 923  | 47,05 / 100,00  | 1,54 | 3 / 7      | 1       |
|                         | Coligação Democrática Unitária | 250    | 2,39 / 100,00   | 1,21 | 0 / 7      | Estável |
| Votos Inválidos         | Votos Inválidos                | 347    | 3,32 / 100,00   | 0,17 |            |         |
| Total                   | Total                          | 10 464 | 100,00 / 100,00 |      | 7 / 7      |         |
| Eleitorado/Participação | Eleitorado/Participação        | 16 488 | 63,46 / 100,00  | 2,54 |            |         |

### Vila Real
| Partido                 | Partido                        | Votos  | %               | +/-  | Vereadores | +/-     |
| ----------------------- | ------------------------------ | ------ | --------------- | ---- | ---------- | ------- |
|                         | Partido Social Democrata       | 16 329 | 56,92 / 100,00  | 2,16 | 5 / 7      | 1       |
|                         | Partido Socialista             | 9 137  | 31,85 / 100,00  | 5,12 | 2 / 7      | 1       |
|                         | Partido Popular                | 1 249  | 4,35 / 100,00   | 1,41 | 0 / 7      | Estável |
|                         | Coligação Democrática Unitária | 943    | 3,29 / 100,00   | 0,94 | 0 / 7      | Estável |
| Votos Inválidos         | Votos Inválidos                | 1 032  | 3,60 / 100,00   | 0,62 |            |         |
| Total                   | Total                          | 28 690 | 100,00 / 100,00 |      | 7 / 7      |         |
| Eleitorado/Participação | Eleitorado/Participação        | 43 431 | 66,06 / 100,00  | 3,36 |            |         |